# Našice
Našice (pronuncia: [naʃitsɛ]) è una città della Croazia di 17 320 abitanti della Regione di Osijek e della Baranja.